# プラヤー
プラヤー（伯爵、Phraya、พระยา）は、タイにおけるバンダーサック（官位制度）の三位。この上にはチャオプラヤー（侯爵）、この下の階級にはプラ（子爵）がある。ナーラーイ王時代まではオークヤー (ออกญา) と呼ばれ、日本史上ではこの語が日本にも伝来し、握雅と表記された。この官位に叙された人に山田長政がいる。この官位を受けた人をチャオクン（卿、Chao Khun、เจ้าคุน）と呼び、その妻をクンイン（令夫人、Khun Ying、คุณหญิง）と呼んだ。